# Rekojärvi
Rekojärvi är en sjö i Finland. Den ligger i kommunen Euraåminne (före 2017 i Luvia) i landskapet Satakunta, i den sydvästra delen av landet, 210 km nordväst om huvudstaden Helsingfors. Rekojärvi ligger 21 meter över havet. Den ligger vid sjön Pinkjärvi. I omgivningarna runt Rekojärvi växer i huvudsak blandskog. Arean är 40,6 hektar och strandlinjen är 3,73 kilometer lång. Sjön  ingår i Bottenhavets kustområde. 